# 19769 Dolyniuk
19769 Dolyniuk este un asteroid din centura principală de asteroizi.

## Descriere
19769 Dolyniuk este un asteroid din centura principală de asteroizi. A fost descoperit pe 23 iulie 2000 la Socorro, New Mexico, în cadrul proiectului LINEAR. Asteroidul prezintă o orbită caracterizată de o semiaxă mare de 2,44 ua, o excentricitate de 0,20 și o înclinație de 2,1° în raport cu ecliptica.